# Michael Blankfort
Michael Blankfort est un scénariste et producteur américain, né le 10 décembre 1907 à New York et mort le 13 juillet 1982 à Los Angeles (Californie).

## Biographie
Michael Blankfort est mort en juillet 1982, blessé à la tête à la suite d'une chute.

## Filmographie partielle

### Scénariste
- 1941 : Texas, de George Marshall
- 1941 : La Famille Stoddard (Adam Had Four Sons)
- 1948 : La Fin d'un tueur (The Dark Past) de Rudolph Maté
- 1950 : La Flèche brisée (Broken Arrow)
- 1950 : Okinawa
- 1952 : Lydia Bailey
- 1953 : Le Jongleur (The Juggler)
- 1955 : Tant que soufflera la tempête (Untamed)
- 1956 : La Loi de la prairie (Tribute to a Bad Man) (+ histoire)
- 1966 : Les Fusils du Far West (The Plainsman), de David Lowell Rich
- 1978 : Du feu dans le ciel (A Fire in the Sky), de Jerry Jameson

### Producteur
- 1953 : Le Jongleur